# Leptotes trigemmatus
Leptotes trigemmatus är en fjärilsart som beskrevs av Butler 1881. Leptotes trigemmatus ingår i släktet Leptotes och familjen juvelvingar. Inga underarter finns listade i Catalogue of Life.